# 소망초등학교
소망초등학교는 대한민국 충청남도 천안시 서북구에 있는 공립 초등학교이다.

## 학교 연혁
- 2002년 10월 12일: 설립인가
- 2006년 11월 7일: 개교
- 2018년 2월 9일: 제12회 116명 졸업
- 2018년 3월 1일: 29학급 편성, 병설유치원 1학급

## 참고 자료
- 소망초등학교 - 한국교육학술정보원 학교알리미